# Mělník (zámek)
Mělník je hrad přestavěný na zámek na vrchu nad řekou Labe. Tvoří tak jednu z dominant města Mělníka. Dochovaná podoba je výsledkem barokní přestavby a pozdějších úprav. Je chráněn jako kulturní památka České republiky.

## Dějiny zámku

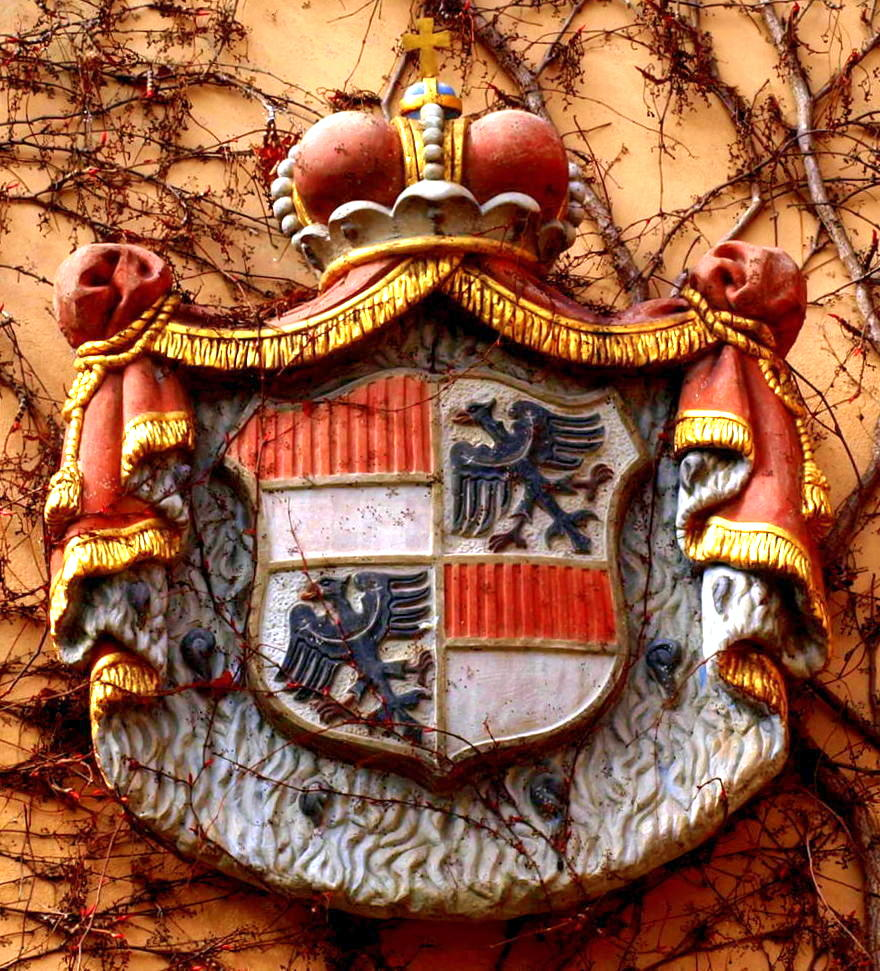
Erb mělnického zámku.

Předchůdcem Mělníka bylo raně středověké hradiště postavené nejspíše na přelomu devátého a desátého století. Rozsahem se krylo přibližně areálem středověkého města a hradu. Předpokládá se, že v prostoru města bývalo předhradí, zatímco akropole se nacházela v místech zámku. Na konci desátého století se hradiště stalo sídlem kněžny Emmy a ve zdejší mincovně se razily denáry.
V roce 1274 povýšil král Přemysl Otakar II. mělnické podhradí na město a později Karel IV. na věnné město českých královen. Město se zároveň stalo centrem českého vinařství. Odsud se také dováželo víno pro českého krále.
Mělnický hrad, původně románský a gotický, byl menší než dnešní zámek, stál v místě dnešního západního zámeckého křídla. V roce 1437 vlastnila hrad Zikmundova manželka Barbora. Když v roce 1451 zemřela, hrad zůstal ve zprávě královských hejtmanů. Poslední českou královnou, která tady sídlila, byla do roku 1475 manželka Jiřího z Poděbrad Johanka z Rožmitálu. Hrad zůstal v držení královské koruny až do roku 1542, kdy jej král Ferdinand I. zastavil Zdislavu Berkovi z Dubé a Lipé. Ten hrad přestavěl na pohodlné sídlo v renesančním slohu. Při přestavbě vzniklo také severní křídlo s věží.
Po třicetileté válce, kdy zámek zpustl, byl roku 1646 zastaven Černínům z Chudenic, kteří na mělnickém panství hospodařili pět let. Poté zámek od císaře Leopolda I. koupili a v letech 1685–1686 provedli barokní úpravy, čímž zámek získal dnešní vzhled.
Roku 1753 mělnický zámek přešel na dnešní majitele zámku, sňatkem Marie Ludmily, poslední dědičky z rodu Černínů, za Augusta Antonína z Lobkovic (1729–1803). Lobkovicové později přesídlili na zámek v Hoříně a správu mělnického panství řídili odtud. Za druhé světové války byla na zámek uvalena nucená správa; do rukou Lobkoviců se vrátil roku 1945, ale po roce 1948 byl komunisty znárodněn.
Rozsáhlejší rekonstrukce zámku byly zahájeny v 50. letech 20. století. Z nádvoří byly odstraněny nevhodné přístavky, některé místnosti byly uvedeny do původního stavu a byla restaurována sgrafitová výzdoba.
V roce 1992 byl zámek v restituci vrácen zpět rodu Lobkoviců, konkrétně Jiřímu Janu z Lobkovic a prošel další rekonstrukcí.

## Architektura

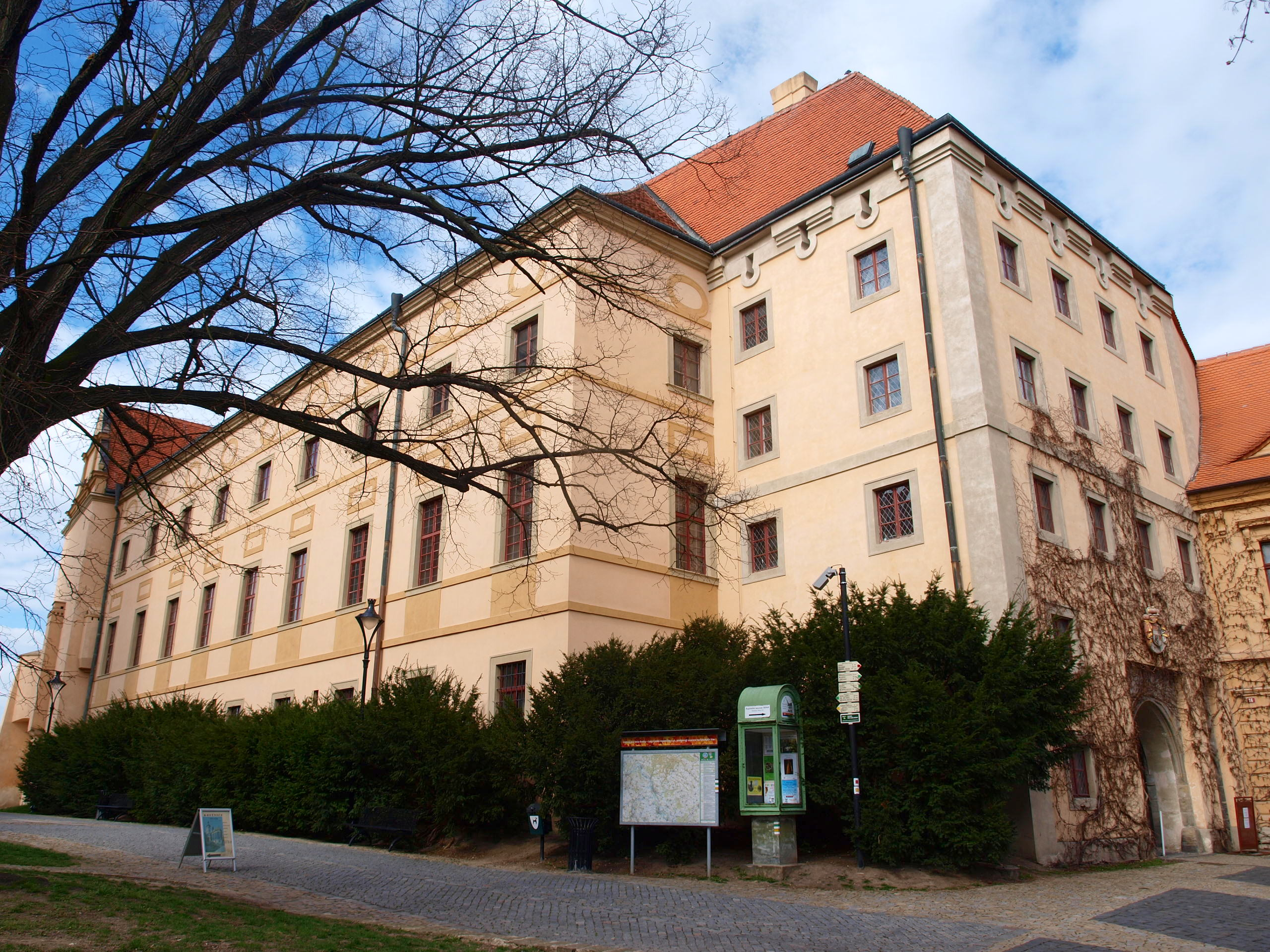
Mělnický zámek od kostela

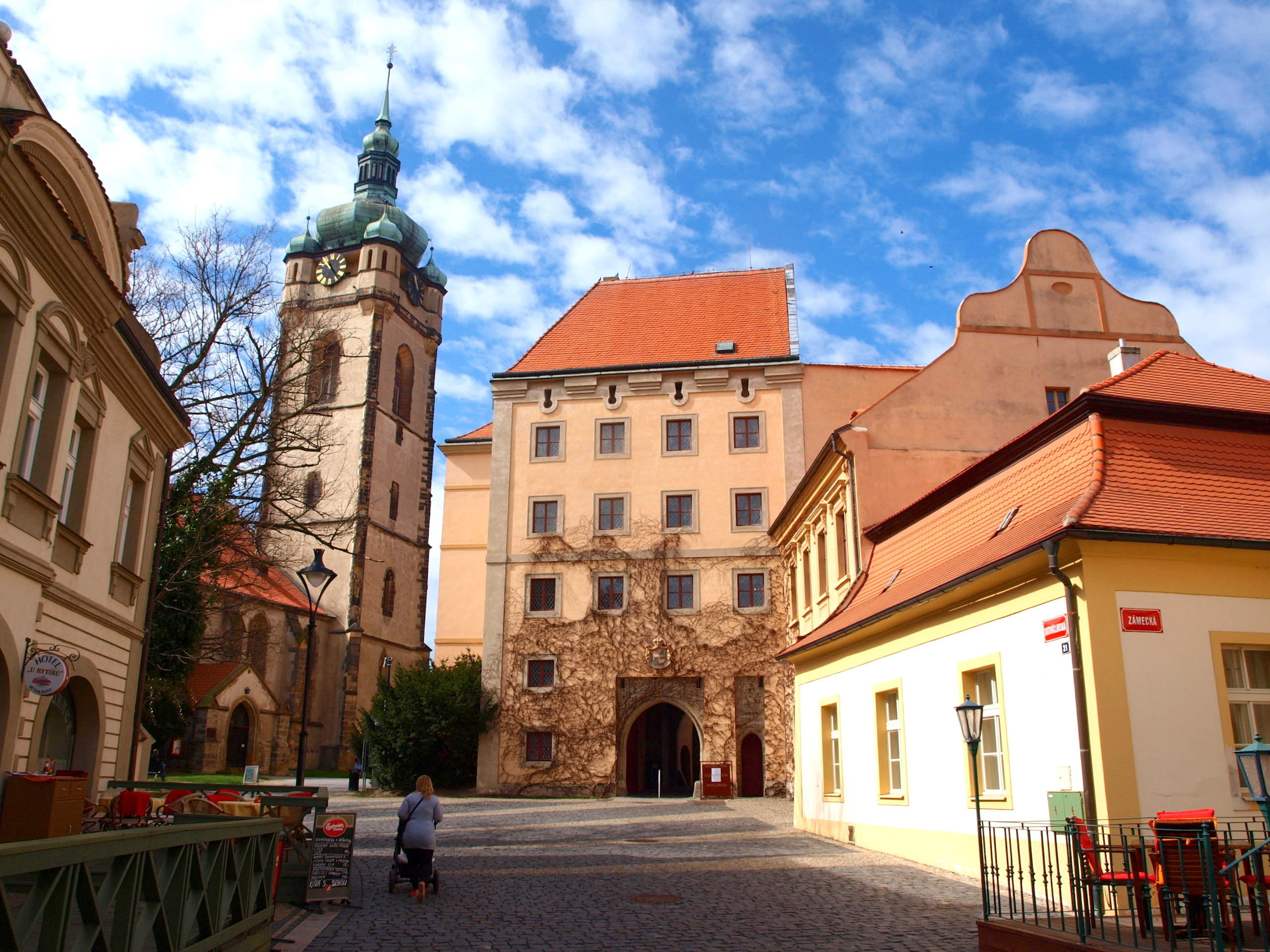
Pohled na průčelí zámku s branou ze Svatováclavské ulice. Vlevo je vidět věž kostela svatých Petra a Pavla

Na zámku jsou dodnes patrné prvky historických slohů románského, gotiky (pozdně gotická zámecká brána), renesance (severní křídlo zámku s dvoupatrovou lodžií) a baroka.

## Výzdoba
Severní křídlo zámku v renesančním slohu s dvoupatrovou lodžií pokrývají sgrafita z roku 1553, patřící mezi nejstarší v Čechách. V ochozu jsou pak vyobrazeny čtyři rodové erby, (zleva: Jiřího Jana z Lobkovic (z roku 2003), Jiřího Kristiána, knížete z Lobkovic (z roku 1931), Ruprechta Jana, hraběte Černína z Chudenic a čtvrtý patří taktéž Černínům z Chudenic (oba z roku 1677).

## Umělecká sbírka
Některé části zámku jsou přístupné veřejnosti, zejména pak ty, kde jsou shromážděny umělecké sbírky mělnické větve Lobkoviců. Zde jsou k vidění malby českých barokních mistrů, např. Karla Škréty, Petra Brandla, Jana Jiřího Heintsche, Jana Kupeckého, Jana Kryštofa Lišky, Jana Petra Molitora, Ignáce Viktorina Raaba, Václava Vavřince Reinera ad.
Je rovněž možné navštívit Vinné sklepy Jiřího Lobkowicze.